# Zelus luridus
Zelus luridus, vrsta kukca polukrilca (Hemiptera) iz porodice stjenica ubojica (Reduviidae). Grabežljivac je dugih ljepljivih nogu koji se hrani raznim kukcima na listopadnom drveću i grmlju. U lov odlazi aktivno ili žrtvu čeka u zasjedi. Raprostranjen je po nekim državama SAD-a, među kojima i Colorado gdje još žive njegova dva srodnika, Zelus (Pindus) tetracanthus i Zelus (Diplacodus) renardii.
Duguljastog su tijela i uske glave. Boja varira od žutozelene do crvenkastosmeđe. Ženke su nešto veće (16 mm) od mužjaka (14). Nimfe su beskrilne i zelene.